# Virdem
Virdem fue un virus informático que infectaba archivos .EXE. Fue escrito por R. Burger en 1986, que lo convierte en uno de los virus informáticos más antiguos que existen.